# Aussichtsturm Frankenwarte

Aussichtsturm Frankenwarte

Der Aussichtsturm Frankenwarte ist ein 1894 gebauter Aussichtsturm auf der Frankenwarte, dem Nikolausberg, von dem man einen guten Rundblick über Würzburg hat. Der vom Verschönerungsverein Würzburg errichtete Turm (Baubeginn 1893) hat eine Höhe von 44,5 Meter mit bzw. 37,5 Meter ohne die Wetterfahne auf seiner Spitze. Zu seiner Aussichtsplattform führt eine Treppe mit 173 Stufen.
Das Grundstück, auf dem der Aussichtsturm steht, wurde dem Verein vererbt; für den Bau konnte der Verein viele Geldspenden aus der Bürgerschaft entgegennehmen. Da diese nach dem Bau noch nicht aufgebraucht waren, wurde mit den verbleibenden Mitteln eine Grünanlage rund um den Aussichtsturm gestaltet.
In der Nähe des Aussichtsturms Frankenwarte betreibt der  Bayerische Rundfunk eine Sendeanlage für Mittelwelle, UKW und Fernsehen mit einem 110 Meter hohen, abgespannten, gegen Erde isolierten selbststrahlenden Sendemast als Antennenträger und die Deutsche Telekom AG eine Sendeanlage für Richtfunk, UKW und TV mit zwei geerdeten, abgespannten Sendemasten (Höhe: 118 Meter und 85 Meter).